# Sven Marx

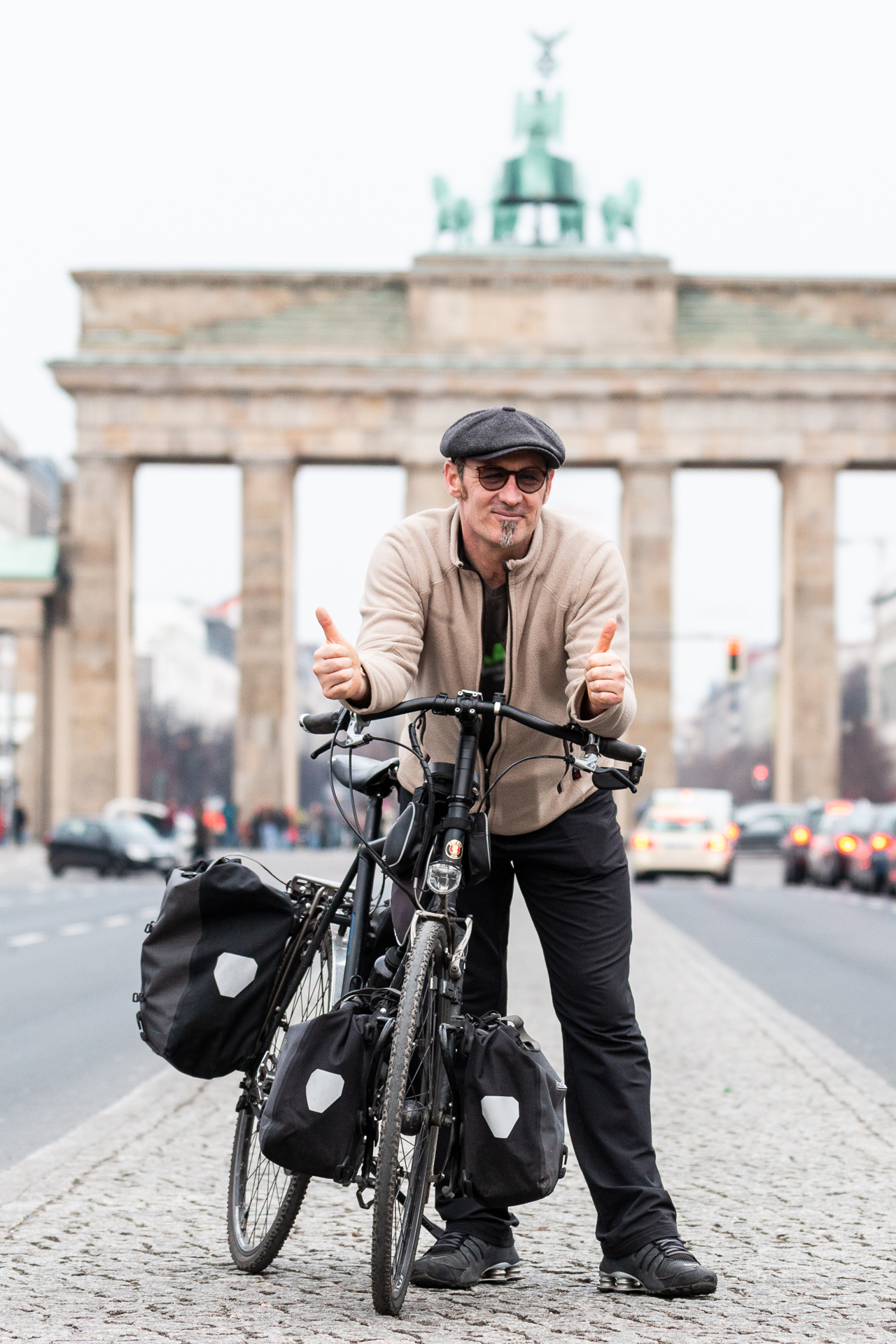
Sven Marx vor dem Brandenburger Tor in Berlin 2017

Sven Marx (* 12. Mai 1967 in Ost-Berlin) ist ein deutscher Radreisender.

## Leben

Sven Marx mit Partner bei der Audienz bei Papst Franziskus 2015

Marx machte von 1983 bis 1985 eine Dachdeckerlehre und war von 1990 bis 2003 Mitinhaber einer Dachdeckerei. Von 2003 bis 2009 war er Tauchlehrer-Ausbilder und Manager auf verschiedenen Tauchbasen. 2009 erhielt er eine teilweise Entfernung eines Tumors am Hirnstamm und lag drei Monate halbseitig gelähmt, mit künstlicher Ernährung und Beatmung, auf einer Intensivstation. Nach weiteren drei Monaten Reha wurde er zum Pflegefall erklärt, kämpfte sich aber ins selbständige Leben zurück. Er ist seit 2009 verheiratet. Von 2009 bis April 2017 unternahm er verschiedene Radtouren als Vorbereitung auf seine Weltreise. 2011 wurde ein Malignes Melanom innerhalb einer weiteren Operation entfernt. 2015 hatte er eine Sonderaudienz bei Papst Franziskus zur Segnung der sogenannten Inklusionsfackel. Nach einer schweren Tumoroperation hat er das Radfahren für sich als Reiseform entdeckt und nach eigenen Angaben bis Ende 2018 insgesamt 81.000 km durch 43 Länder auf allen Kontinenten zurückgelegt. Mit den Einnahmen aus seinen Vorträgen unterstützt Marx verschiedene soziale Vereine.
Vom 23. April 2017 bis zum 8. September 2018 unternahm Marx eine Weltumrundung mit dem Rad. Er legte dabei ca. 32.000 km zurück und wurde in 16 deutschen Botschaften empfangen, um über das Thema Inklusion im jeweiligen Gastland zu sprechen. Im Gepäck hatte er die Inklusionsfackel des Netzwerk Inklusion Deutschland, die bei den Botschaftsbesuchen als sichtbares Symbol zu jedem Fototermin gehörte. Sein Mut und sein unermüdlicher Einsatz für Inklusion finden ein breites mediales Echo und prominente Unterstützung, etwa von Verena Bentele und Michael Müller, dem Regierenden Bürgermeister von Berlin. In Ottawa hielt am 4. Mai 2018 die kanadische Umweltministerin Catherine McKenna eine Rede zu seinem Empfang. Das russische Fernsehen traf Marx in Wladiwostok und berichtete von seiner Reise und der dortigen Pressekonferenz mit dem deutschen Konsul und behinderten Sportlern. N24 berichtete aus Washington DC von ihm.
Sven Marx moderiert seit November 2018 die Sendung „Zwei Radfahrer – eine Meinung?“ bei dem Internetradiosender rockradio.de. Darin spricht er mit Gästen aus der Radszene.
Sven Marx gibt an, mit seiner Arbeit zu zeigen, wie wichtig das Thema Inklusion ist und möchte anderen Menschen, die ebenfalls Ähnliches erlebt haben, Mut machen und als Vorbild dienen. „Sven’s mission is to use his trip to raise awareness for and start a conversation about reducing barriers for those with disabilities. Under the motto ‘Inclusion Requires Action’ he hopes his cycling the world will showcase that disabilities should not hold anyone back from reaching for their dreams and that anything is possible if we ensure access for everyone.“ „Wenn jeder etwas für ein Miteinander von behinderten und nichtbehinderten Menschen tut, wird es für alle Betroffenen leichter, in ein neues Leben zu finden.“
Sven Marx’ Handicap (Oktober 2018) wird von einem einen 1 cm³ großen Tumor am Hirnstamm verursacht. Dieser war nur zur Hälfte operativ zu entfernen. Die Beeinträchtigungen dadurch sind Doppelbilder-Sehen in 100 % seines Gesichtsfeldes, Verlust des räumlichen Sehens, Gleichgewichts- und Schluckreflexstörungen. Radfahren ist für ihn einfacher als Laufen, da ein Rad sich, einmal angetrieben, selbst stabilisiert.

## Tourenüberblick
- 2010 Deutschland (600 km)
- 2011 Deutschland, Dänemark, Italien, Österreich, Schweiz (2.400 km)
- 2012 Deutschland, England, Frankreich, Belgien, Niederlande, Österreich, Schweiz (5.600 km)
- 2013 Frankreich, Belgien, Niederlande, Deutschland, Österreich, Finnland, Russland, Estland, Lettland, Litauen, Polen, Slowakei, Ukraine, Ungarn, Rumänien (7.300 km)
- 2014 USA (Route 66), Niederlande, Deutschland, Italien, Griechenland, Türkei, Bulgarien, Rumänien (9.500 km)
- 2015 Japan, Schweden, Dänemark, Deutschland, Polen, Tschechien, Österreich, Schweiz, Italien, Ägypten, Ungarn, Slowakei, Österreich (11.000 km)
- 2016 Russland, Finnland, Norwegen, Schweden, Dänemark, Tschechien, Slowakei, Ungarn, Rumänien (12.600 km)
- 2017/18 17-monatige Weltreise mit dem Fahrrad

## Veröffentlichungen
- Aber du bist doch behindert. Vom Pflegefall zum Mutmacher auf dem Fahrrad. BoD – Books on Demand, Norderstedt 2018, ISBN 978-3-7460-6756-8.
- Aber du bist doch behindert. (E-Book). BoD – Books on Demand, Norderstedt 2018, ISBN 978-3-7460-5448-3.

## Medienpräsenz

### Presseberichte
- Nicht aufgeben! bikeAdventure Nr. 03/2018, S. 52–55
- Cyclist proves power of positive mindset. Lorenzo Salinas. Port Arthur News vom 12. März 2018 Port Arthur News
- Vom Pflegefall zum Weltenbummler. Bike Bild Nr. 1/2017, S. 58–61
- Vom Rollstuhl aufs Tourenrad. Berliner Zeitung Nr. 90, 18. April 2017, S. 11
- Ein Mann, ein Wille, tausend Ziele. Lonely Planet Traveller, März 2016, S. 30–31
- Trotz Hirntumor, Hautkrebs und Sehstörungen radle ich um die Welt. Bild Woche Nr. 5, 28. Januar 2016, S. 92–93
- Die neue Stärke. Süddeutsche Zeitung Nr. 139. 20. Juni 2015, S. 49
- Wieder Aufgestiegen. ZITTY/tip Berlin – Fahrrad Heft 2015, S. 52–57
- Die Geschichte dieses tapferen Berliners macht Mut. B.Z., 10. Juni 2014, S. 9
- Er hat wieder Tritt gefasst. Der Tagesspiegel, Ausgabe 22025, 24. April 2014, S. 12
- Mit dem Rad ins neue Leben. Stern, 10. April 2014, S. 26

### Fernsehen
- Weltenradler Sven Marx am 10. September 2018 im RBB rbb/zibb

- N24-Reportage am 21. April 2018 von Steffen Schwarzkopf, Leiter des N24-Studios in Washington DC N24

- OTV-Reportage am 11. Juli 2017 im russischen Fernsehen OTV

### Radio
- 2018: Radio Eins[20]
- Dem Tod von der Schippe gesprungen, 3 Teile, sbs Radio Melbourne[21]